# François Xavier Jacob Freytag
Pour les articles homonymes, voir Freytag.
François Xavier Jacob Freytag, né le 22 décembre 1749 à Marckolsheim (Bas-Rhin), mort le 23 février 1817 à Strasbourg (Bas-Rhin), est un général français de la Révolution et de l’Empire.

## États de service
Il entre en service le 4 mars 1767 comme sous-lieutenant dans le régiment d’infanterie allemande de la Marck, dont son oncle était alors lieutenant-colonel. Il fait les campagnes de Corse de 1768 à 1770, et il est nommé sous-aide major le 21 janvier 1769.
Il passe lieutenant en second le 17 juin 1776, devient premier lieutenant le 15 juillet 1777, et capitaine le 7 août 1781. Il s’embarque avec son régiment pour les Indes orientales, où il effectue les pénibles campagnes de 1782 à 1784 sous Monsieur de Bussy. Le 17 juin 1783, il est promu capitaine-commandant, et il participe à la bataille de Gondelour.
De retour en France, il est nommé major le 4 juin 1786, et il est fait chevalier de Saint-Louis le 4 juillet suivant. En juin 1790, il devient lieutenant-colonel du régiment d’infanterie allemande d’Alsace, dont le prince Maximilien de Deux Ponts est colonel propriétaire. Il est nommé colonel le 5 février 1792 au 74e régiment d’infanterie de ligne.
Il est promu général de brigade provisoire 8 mars 1793 à l’armée de Flandre. Le 5 septembre 1793, les représentants du peuple en mission auprès de cette armée lui confèrent provisoirement le grade de général de division, et lui donnent le commandement de la division des Vosges, qui fait partie de l’armée de la Moselle. Il est suspendu le 24 septembre 1793 pour avoir soutenu certains officiers destitués, pour lesquels il avait de l’amitié et de l’estime. Il est assigné à résidence à Vandœuvre près de Nancy.
Après la révolution du 9 thermidor an II (27 juillet 1794), il sollicite sa remise en activité, et il est réintégré dans ses fonctions le 13 février 1795 à l’armée d’Italie. Au mois d’octobre 1795, il prend le commandement de la 7e division militaire dans l’armée des Alpes.
Le 28 août 1797 il est affecté à l’armée de Sambre-et-Meuse, et le 21 mars 1798 il commande la 1re armée de l’armée de Mayence. Le 7 mars 1799 il est à l’armée du Danube, puis le 20 juillet 1799 à l’armée du Rhin, et le 27 juillet il commande la 5e division militaire. Pendant cette période, il est chargé de plusieurs commandements dans les pays occupés, et il a la direction des ouvrages des forts de Cassel et d’Ehrenbreitstein. Il commande successivement les places de Mayence, Grenoble et le 13 janvier 1801 il est nommé commandant de la garnison de Strasbourg. Le 21 janvier 1801 il demande et obtient sa retraite de général de division, et il s’installe à Vandœuvre. Désigné pour présider le collège électoral de l'Arrondissement de Barr, il préfère la vie des champs aux occupations politiques. Il est fait chevalier de la Légion d’honneur le 29 mars 1805.
Cependant en 1814, lors de l’invasion des troupes alliées en France, l’amour de son pays le porte à aller offrir ses services au maréchal Ney, qui le nomme le 13 janvier 1814 gouverneur de la ville de Nancy. Le 23 août 1814, le roi le fait grand-croix de l’ordre royal et militaire de Saint-Louis. 
En 1815, il est nommé commandant de la garde nationale de Nancy, poste qu’il occupe jusqu’au début de la seconde restauration.
Le 27 mars 1816, le roi Louis XVIII le nomme prévôt de la cour prévôtale du département du Bas-Rhin. Il meurt à ce poste le 23 février 1817 à Strasbourg.

## Sources
- (en) « Generals Who Served in the French Army during the Period 1789 - 1814: Eberle to Exelmans »
- Thierry Pouliquen, « Les généraux français et étrangers ayant servis [sic] dans la Grande Armée » (consulté le 14 novembre 2013)
- (pl) « Napoléon.org.pl »
- « Cote LH/1037/66 », base Léonore, ministère français de la Culture
- Jean-Baptiste Pierre Jullien de Courcelles, Dictionnaire historique et biographique des généraux français : depuis le onzième siècle jusqu'en 1822, vol.6, l’Auteur, 1822, 426 p. (lire en ligne), p. 125.